# Mistrzostwa Świata w Łyżwiarstwie Figurowym 2025
Mistrzostwa świata w łyżwiarstwie figurowym 2025 – zawody rangi mistrzowskiej w łyżwiarstwie figurowym, które odbywały się w dniach od 25 do 30 marca 2025 w hali TD Garden w Bostonie w Stanach Zjednoczonych. Łyżwiarze i łyżwiarki oprócz medali walczyli również o kwalifikację na Zimowe Igrzyska Olimpijskie  2026.
Mistrzostwo świata w konkurencji solistów obronił Amerykanin Ilia Malinin, zaś w konkurencji solistek tytuł zdobyła jego rodaczka, Alysa Liu. W parach sportowych tytuł zdobyli reprezentanci Japonii Riku Miura i Ryuichi Kihara. W parach tanecznych trzeci tytuł z rzędu wywalczyli Amerykanie Madison Chock i Evan Bates.

## Kwalifikacje
Zgodnie z zasadami ustalonymi w czerwcu 2022 na Kongresie ISU w Phuket, od sezonu 2024/2025 w mistrzostwach świata mogą brać udział zawodnicy z państw należących do Międzynarodowej Unii Łyżwiarskiej, którzy ukończyli 17 lat przed dniem 1 lipca roku poprzedzającego mistrzostwa. Każde państwo może być reprezentowane przez maksymalnie trzech zawodników/par w każdej z konkurencji. Warunkiem uczestnictwa zawodników wytypowanych przez krajową federację jest uzyskanie minimalnej łącznej oceny technicznej (CTES) na międzynarodowych zawodach pod patronatem ISU w sezonie bieżącym lub poprzednim. Punkty za oba programy mogą być zdobyte na różnych zawodach. Międzynarodowa Unia Łyżwiarska akceptuje wyniki, jeśli zostały uzyskane podczas zawodów międzynarodowych uznawanych przez ISU. Minimalna łączna ocena techniczna musi zostać osiągnięta co najmniej 21 dni przed pierwszym oficjalnym dniem treningowym mistrzostw.
| Minimalna łączna ocena techniczna (CTES) | Minimalna łączna ocena techniczna (CTES) |
| Konkurencja                              | SP / RD+FS / FD                          |
| ---------------------------------------- | ---------------------------------------- |
| Soliści                                  | 104                                      |
| Solistki                                 | 90                                       |
| Pary sportowe                            | 88                                       |
| Pary taneczne                            | 94                                       |

Na podstawie wyników mistrzostw świata 2024, reprezentacje mają prawo zgłosić następującą liczbę zawodników/par w poszczególnych konkurencjach:
| Liczba zawodników | Soliści                                                  | Solistki                                       | Pary sportowe                                           | Pary taneczne                                                   |
| ----------------- | -------------------------------------------------------- | ---------------------------------------------- | ------------------------------------------------------- | --------------------------------------------------------------- |
| 3                 | Japonia · Stany Zjednoczone                              | Japonia · Korea Południowa · Stany Zjednoczone | Kanada · Niemcy · Japonia                               | Kanada · Stany Zjednoczone                                      |
| 2                 | Francja · Włochy · Łotwa · Szwajcaria · Korea Południowa | Belgia · Szwajcaria                            | Australia · Gruzja · Węgry · Włochy · Stany Zjednoczone | Czechy · Finlandia · Francja · Wielka Brytania · Włochy · Litwa |
| 1                 | Pozostałe kraje                                          | Pozostałe kraje                                | Pozostałe kraje                                         | Pozostałe kraje                                                 |

## Terminarz
| Data     | Konkurencja     | Segment          |
| -------- | --------------- | ---------------- |
| 26 marca | Solistki        | Program krótki   |
| 26 marca | Pary sportowe   | Program krótki   |
| 27 marca | Soliści         | Program krótki   |
| 27 marca | Pary sportowe   | Program dowolny  |
| 28 marca | Pary taneczne   | Taniec rytmiczny |
| 28 marca | Solistki        | Program dowolny  |
| 29 marca | Pary taneczne   | Taniec dowolny   |
| 29 marca | Soliści         | Program dowolny  |
| 30 marca | Pokazy mistrzów | Pokazy mistrzów  |

## Rekordy świata
| Rekordy świata (GOE±5) na moment rozpoczęcia zawodów (stan na 26 marca 2025): | Rekordy świata (GOE±5) na moment rozpoczęcia zawodów (stan na 26 marca 2025): | Rekordy świata (GOE±5) na moment rozpoczęcia zawodów (stan na 26 marca 2025): | Rekordy świata (GOE±5) na moment rozpoczęcia zawodów (stan na 26 marca 2025): | Rekordy świata (GOE±5) na moment rozpoczęcia zawodów (stan na 26 marca 2025): | Rekordy świata (GOE±5) na moment rozpoczęcia zawodów (stan na 26 marca 2025): |
| Konkurencja                                                                   | Segment                                                                       | Zawodnicy                                                                     | Punkty                                                                        | Zawody                                                                        | Data                                                                          |
| ----------------------------------------------------------------------------- | ----------------------------------------------------------------------------- | ----------------------------------------------------------------------------- | ----------------------------------------------------------------------------- | ----------------------------------------------------------------------------- | ----------------------------------------------------------------------------- |
| Soliści                                                                       | Nota łączna                                                                   | Nathan Chen                                                                   | 335,30                                                                        | Finał Grand Prix 2019                                                         | 7 grudnia 2019                                                                |
| Soliści                                                                       | Program dowolny                                                               | Ilia Malinin                                                                  | 227,79                                                                        | Mistrzostwa świata 2024                                                       | 23 marca 2024                                                                 |
| Soliści                                                                       | Program krótki                                                                | Nathan Chen                                                                   | 113,97                                                                        | Zimowe igrzyska olimpijskie 2022                                              | 10 lutego 2022                                                                |
| Solistki                                                                      | Nota łączna                                                                   | Kamiła Walijewa                                                               | 272,71                                                                        | Rostelecom Cup 2021                                                           | 27 listopada 2021                                                             |
| Solistki                                                                      | Program dowolny                                                               | Kamiła Walijewa                                                               | 185,29                                                                        | Rostelecom Cup 2021                                                           | 27 listopada 2021                                                             |
| Solistki                                                                      | Program krótki                                                                | Kamiła Walijewa                                                               | 87,42                                                                         | Rostelecom Cup 2021                                                           | 26 listopada 2021                                                             |
| Pary sportowe                                                                 | Nota łączna                                                                   | Sui Wenjing / Han Cong                                                        | 239,88                                                                        | Zimowe igrzyska olimpijskie 2022                                              | 19 lutego 2022                                                                |
| Pary sportowe                                                                 | Program dowolny                                                               | Anastasija Miszyna / Aleksandr Gallamow                                       | 157,46                                                                        | Mistrzostwa Europy 2022                                                       | 13 stycznia 2022                                                              |
| Pary sportowe                                                                 | Program krótki                                                                | Sui Wenjing / Han Cong                                                        | 84,41                                                                         | Zimowe igrzyska olimpijskie 2022                                              | 18 lutego 2022                                                                |
| Pary taneczne                                                                 | Nota łączna                                                                   | Madison Chock / Evan Bates                                                    | 232,32                                                                        | World Team Trophy 2023                                                        | 14 kwietnia 2023                                                              |
| Pary taneczne                                                                 | Taniec dowolny                                                                | Madison Chock / Evan Bates                                                    | 138,41                                                                        | World Team Trophy 2023                                                        | 14 kwietnia 2023                                                              |
| Pary taneczne                                                                 | Taniec rytmiczny                                                              | Madison Chock / Evan Bates                                                    | 93,91                                                                         | World Team Trophy 2023                                                        | 13 kwietnia 2023                                                              |

## Wyniki

### Soliści
| Poz.                                 | Zawodnik                     | Reprezentacja     | Nota łączna | SP | SP     | FS | FS     |
| ------------------------------------ | ---------------------------- | ----------------- | ----------- | -- | ------ | -- | ------ |
| 1                                    | Ilia Malinin                 | Stany Zjednoczone | 318,56      | 1  | 110,41 | 1  | 208,15 |
| 2                                    | Michaił Szajdorow            | Kazachstan        | 287,47      | 3  | 94,77  | 2  | 192,70 |
| 3                                    | Yuma Kagiyama                | Japonia           | 278,19      | 2  | 107,09 | 10 | 171,10 |
| 4                                    | Adam Siao Him Fa             | Francja           | 275,48      | 9  | 87,22  | 3  | 188,26 |
| 5                                    | Kévin Aymoz                  | Francja           | 272,52      | 4  | 93,63  | 7  | 178,89 |
| 6                                    | Shun Satō                    | Japonia           | 270,56      | 5  | 91,26  | 6  | 179,30 |
| 7                                    | Cha Jun-hwan                 | Korea Południowa  | 265,74      | 10 | 86,41  | 5  | 179,33 |
| 8                                    | Jason Brown                  | Stany Zjednoczone | 265,40      | 12 | 84,72  | 4  | 180,68 |
| 9                                    | Nika Egadze                  | Gruzja            | 263,03      | 6  | 90,39  | 8  | 172,64 |
| 10                                   | Nikolaj Memola               | Włochy            | 255,13      | 7  | 87,89  | 11 | 167,24 |
| 11                                   | Deniss Vasiļjevs             | Łotwa             | 252,26      | 16 | 79,99  | 9  | 172,27 |
| 12                                   | Lukas Britschgi              | Szwajcaria        | 244,19      | 11 | 85,83  | 14 | 158,36 |
| 13                                   | Daniel Grassl                | Włochy            | 242,31      | 14 | 80,47  | 12 | 161,84 |
| 14                                   | Roman Sadovsky               | Kanada            | 240,38      | 15 | 80,25  | 13 | 160,13 |
| 15                                   | Władimir Litwincew           | Azerbejdżan       | 233,31      | 13 | 83,10  | 17 | 150,21 |
| 16                                   | Adam Hagara                  | Słowacja          | 232,62      | 18 | 78,33  | 15 | 154,29 |
| 17                                   | Andreas Nordebäck            | Szwecja           | 229,85      | 17 | 79,03  | 16 | 150,82 |
| 18                                   | Dai Daiwei                   | Chiny             | 221,20      | 21 | 75,02  | 18 | 146,18 |
| 19                                   | Mihhail Selevko              | Estonia           | 218,02      | 19 | 77,50  | 21 | 140,52 |
| 20                                   | Tomàs-Llorenç Guarino Sabaté | Hiszpania         | 217,48      | 22 | 74,89  | 20 | 142,59 |
| 21                                   | Tatsuya Tsuboi               | Japonia           | 216,26      | 24 | 73,00  | 19 | 143,26 |
| 22                                   | Andrew Torgashev             | Stany Zjednoczone | 212,79      | 8  | 87,27  | 23 | 125,52 |
| 23                                   | Władimir Samojłow            | Polska            | 211,68      | 20 | 75,73  | 22 | 135,95 |
| 24                                   | Fedir Kulish                 | Łotwa             | 198,33      | 23 | 73,25  | 24 | 125,08 |
| Nie awansowali do programu dowolnego |                              |                   |             |    |        |    |        |
| 25                                   | Lev Vinokur                  | Izrael            | NQ          | 25 | 72,84  | NQ | NQ     |
| 26                                   | Kim Hyun-gyeom               | Korea Południowa  | NQ          | 26 | 72,82  | NQ | NQ     |
| 27                                   | Donovan Carrillo             | Meksyk            | NQ          | 27 | 71,55  | NQ | NQ     |
| 28                                   | Nikita Starostin             | Niemcy            | NQ          | 28 | 70,72  | NQ | NQ     |
| 29                                   | Aleksandr Vlasenko           | Węgry             | NQ          | 29 | 70,25  | NQ | NQ     |
| 30                                   | Li Yu-Hsiang                 | Chińskie Tajpej   | NQ          | 30 | 69,63  | NQ | NQ     |
| 31                                   | Georgii Reshtenko            | Czechy            | NQ          | 31 | 68,61  | NQ | NQ     |
| 32                                   | Edward Appleby               | Wielka Brytania   | NQ          | 32 | 66,70  | NQ | NQ     |
| 33                                   | Kyryło Marsak                | Ukraina           | NQ          | 33 | 64,37  | NQ | NQ     |
| 34                                   | Jari Kessler                 | Chorwacja         | NQ          | 34 | 61,44  | NQ | NQ     |
| 35                                   | Maurizio Zandron             | Austria           | NQ          | 35 | 60,87  | NQ | NQ     |
| 36                                   | Aleksander Zlatkow           | Bułgaria          | NQ          | 36 | 55,28  | NQ | NQ     |
| 37                                   | Siemion Daniljanc            | Armenia           | NQ          | 37 | 50,58  | NQ | NQ     |
| 38                                   | Burak Demirboğa              | Turcja            | NQ          | 38 | 48,45  | NQ | NQ     |
| 39                                   | Davide Lewton Brain          | Monako            | NQ          | 39 | 47,90  | NQ | NQ     |

### Solistki
| Poz.                                 | Zawodniczka          | Reprezentacja     | Nota łączna | SP | SP    | FS | FS     |
| ------------------------------------ | -------------------- | ----------------- | ----------- | -- | ----- | -- | ------ |
| 1                                    | Alysa Liu            | Stany Zjednoczone | 222,97      | 1  | 74,58 | 1  | 148,39 |
| 2                                    | Kaori Sakamoto       | Japonia           | 217,98      | 5  | 71,03 | 2  | 146,95 |
| 3                                    | Mone Chiba           | Japonia           | 215,24      | 2  | 73,44 | 3  | 141,80 |
| 4                                    | Isabeau Levito       | Stany Zjednoczone | 209,84      | 3  | 73,33 | 5  | 136,51 |
| 5                                    | Amber Glenn          | Stany Zjednoczone | 205,65      | 9  | 67,65 | 4  | 138,00 |
| 6                                    | Wakaba Higuchi       | Japonia           | 204,58      | 4  | 72,10 | 6  | 132,48 |
| 7                                    | Nina Pinzarrone      | Belgia            | 199,43      | 8  | 67,74 | 7  | 131,69 |
| 8                                    | Niina Petrõkina      | Estonia           | 196,67      | 12 | 65,58 | 8  | 131,09 |
| 9                                    | Lee Hae-in           | Korea Południowa  | 194,36      | 7  | 67,79 | 10 | 126,57 |
| 10                                   | Kim Chae-yeon        | Korea Południowa  | 194,16      | 11 | 65,67 | 9  | 128,49 |
| 11                                   | Madeline Schizas     | Kanada            | 190,79      | 6  | 69,18 | 11 | 121,61 |
| 12                                   | Kimmy Repond         | Szwajcaria        | 183,33      | 10 | 67,42 | 15 | 115,91 |
| 13                                   | Lara Naki Gutmann    | Włochy            | 181,97      | 14 | 61,72 | 12 | 120,25 |
| 14                                   | Sofia Samodelkina    | Kazachstan        | 181,36      | 13 | 63,58 | 13 | 117,78 |
| 15                                   | Lorine Schild        | Francja           | 177,09      | 15 | 60,59 | 14 | 117,31 |
| 16                                   | Marija Sieniuk       | Izrael            | 167,01      | 19 | 56,96 | 16 | 110,14 |
| 17                                   | Olha Mikutina        | Austria           | 165,82      | 17 | 59,63 | 19 | 106,19 |
| 18                                   | Linnea Ceder         | Finlandia         | 165,05      | 20 | 56,79 | 17 | 108,71 |
| 19                                   | Julia Sauter         | Rumunia           | 162,61      | 16 | 59,88 | 20 | 102,73 |
| 20                                   | Jekatierina Kurakowa | Polska            | 162,49      | 21 | 55,52 | 18 | 106,97 |
| 21                                   | Alеksandra Fеjgin    | Bułgaria          | 158,55      | 18 | 57,72 | 21 | 101,33 |
| 22                                   | Kristen Spours       | Wielka Brytania   | 153,75      | 22 | 55,10 | 22 | 98,65  |
| 23                                   | Livia Kaiser         | Szwajcaria        | 146,90      | 23 | 53,68 | 23 | 93,22  |
| 24                                   | Meda Variakojyte     | Litwa             | 139,81      | 24 | 50,98 | 24 | 88,83  |
| Nie awansowały do programu dowolnego |                      |                   |             |    |       |    |        |
| 25                                   | Nargiz Süleymanova   | Azerbejdżan       | NQ          | 25 | 50,97 | NQ | NQ     |
| 26                                   | Vanesa Šelmeková     | Słowacja          | NQ          | 26 | 49,55 | NQ | NQ     |
| 27                                   | An Xiangyi           | Chiny             | NQ          | 27 | 47,52 | NQ | NQ     |
| 28                                   | Anastasija Gubanowa  | Gruzja            | NQ          | 28 | 47,31 | NQ | NQ     |
| 29                                   | Mia Risa Gomez       | Norwegia          | NQ          | 29 | 46,43 | NQ | NQ     |
| 30                                   | Sofja Stepčenko      | Łotwa             | NQ          | 30 | 45,93 | NQ | NQ     |
| 31                                   | Yun Ah-sun           | Korea Południowa  | NQ          | 31 | 41,08 | NQ | NQ     |
| 32                                   | Julija Lovrenčič     | Słowenia          | NQ          | 32 | 40,95 | NQ | NQ     |
| 33                                   | Anastasija Hożwa     | Ukraina           | NQ          | 33 | 37,54 | NQ | NQ     |

### Pary sportowe
| Poz.                                 | Zawodnicy                                       | Reprezentacja     | Nota łączna | SP | SP    | FS | FS     |
| ------------------------------------ | ----------------------------------------------- | ----------------- | ----------- | -- | ----- | -- | ------ |
| 1                                    | Riku Miura / Ryuichi Kihara                     | Japonia           | 219,79      | 1  | 76,57 | 2  | 143,22 |
| 2                                    | Minerva Fabienne Hase / Nikita Wołodin          | Niemcy            | 219,08      | 3  | 73,59 | 1  | 145,49 |
| 3                                    | Sara Conti / Niccolò Macii                      | Włochy            | 210,47      | 2  | 74,61 | 3  | 135,86 |
| 4                                    | Anastasija Mietiołkina / Łuka Bieruława         | Gruzja            | 202,21      | 4  | 71,68 | 6  | 130,53 |
| 5                                    | Deanna Stellato-Dudek / Maxime Deschamps        | Kanada            | 199,76      | 7  | 67,32 | 5  | 132,44 |
| 6                                    | Alisa Jefimowa / Misza Mitrofanow               | Stany Zjednoczone | 199,29      | 9  | 63,70 | 4  | 135,59 |
| 7                                    | Ellie Kam / Danny O'Shea                        | Stany Zjednoczone | 195,38      | 5  | 68,61 | 7  | 126,77 |
| 8                                    | Marija Pawłowa / Aleksiej Swiatczenko           | Węgry             | 193,29      | 6  | 67,45 | 8  | 125,84 |
| 9                                    | Anastasija Gołubiewa / Hektor Giotopoulos Moore | Australia         | 188,24      | 8  | 65,73 | 9  | 122,51 |
| 10                                   | Ekaterina Geynish / Dmitrii Chigirev            | Uzbekistan        | 183,01      | 11 | 62,33 | 10 | 120,68 |
| 11                                   | Lia Pereira / Trennt Michaud                    | Kanada            | 179,50      | 10 | 63,28 | 13 | 116,22 |
| 12                                   | Anastasia Vaipan-Law / Luke Digby               | Wielka Brytania   | 178,62      | 13 | 61,01 | 11 | 117,61 |
| 13                                   | Rebecca Ghilardi / Filippo Ambrosini            | Włochy            | 174,08      | 14 | 60,10 | 14 | 113,98 |
| 14                                   | Julija Szczetinina / Michał Woźniak             | Polska            | 173,18      | 19 | 56,37 | 12 | 116,81 |
| 15                                   | Darja Daniłowa / Michael Tsiba                  | Holandia          | 170,81      | 15 | 58,77 | 16 | 112,04 |
| 16                                   | Kelly Ann Laurin / Loucas Éthier                | Kanada            | 169,55      | 12 | 62,30 | 18 | 107,25 |
| 17                                   | Sofija Holiczenko / Artem Darenskij             | Ukraina           | 168,55      | 17 | 57,20 | 17 | 111,35 |
| 18                                   | Annika Hocke / Robert Kunkel                    | Niemcy            | 167,72      | 20 | 55,16 | 15 | 112,56 |
| 19                                   | Milania Väänänen / Filippo Clerici              | Finlandia         | 155,81      | 16 | 57,82 | 20 | 97,99  |
| 20                                   | Oxana Vouillamoz / Tom Bouvart                  | Szwajcaria        | 155,74      | 18 | 56,57 | 19 | 99,17  |
| Nie awansowali do programu dowolnego |                                                 |                   |             |    |       |    |        |
| 21                                   | Camille Kovalev / Pavel Kovalev                 | Francja           | NQ          | 21 | 54,07 | NQ | NQ     |
| 22                                   | Yuna Nagaoka / Sumitada Moriguchi               | Japonia           | NQ          | 22 | 51,10 | NQ | NQ     |
| 23                                   | Gabriella Izzo / Luc Maierhofer                 | Austria           | NQ          | 23 | 48,20 | NQ | NQ     |

### Pary taneczne
| Poz.                              | Zawodnicy                                      | Reprezentacja     | Nota łączna | RD | RD    | FD | FD     |
| --------------------------------- | ---------------------------------------------- | ----------------- | ----------- | -- | ----- | -- | ------ |
| 1                                 | Madison Chock / Evan Bates                     | Stany Zjednoczone | 222,06      | 1  | 90,18 | 1  | 131,88 |
| 2                                 | Piper Gilles / Paul Poirier                    | Kanada            | 216,54      | 2  | 86,44 | 2  | 130,10 |
| 3                                 | Lilah Fear / Lewis Gibson                      | Wielka Brytania   | 207,11      | 3  | 83,86 | 6  | 123,25 |
| 4                                 | Charlène Guignard / Marco Fabbri               | Włochy            | 206,46      | 4  | 83,04 | 4  | 123,42 |
| 5                                 | Christina Carreira / Anthony Ponomarenko       | Stany Zjednoczone | 204,88      | 6  | 81,51 | 5  | 123,37 |
| 6                                 | Olivia Smart / Tim Dieck                       | Hiszpania         | 200,92      | 8  | 77,21 | 3  | 123,71 |
| 7                                 | Marjorie Lajoie / Zachary Lagha                | Kanada            | 200,41      | 5  | 81,77 | 8  | 118,58 |
| 8                                 | Jewgienija Łopariowa / Geoffrey Brissaud       | Francja           | 194,63      | 9  | 76,74 | 9  | 117,89 |
| 9                                 | Caroline Green / Michael Parsons               | Stany Zjednoczone | 192,47      | 7  | 77,51 | 11 | 114,96 |
| 10                                | Diana Davis / Gleb Smołkin                     | Gruzja            | 190,05      | 14 | 73,22 | 10 | 117,28 |
| 11                                | Juulia Turkkila / Matthias Versluis            | Finlandia         | 188,95      | 20 | 68,09 | 7  | 120,86 |
| 12                                | Kateřina Mrázková / Daniel Mrázek              | Czechy            | 187,32      | 10 | 74,49 | 12 | 112,83 |
| 13                                | Natálie Taschlerová / Filip Taschler           | Czechy            | 185,66      | 13 | 73,29 | 13 | 112,37 |
| 14                                | Yuka Orihara / Juho Pirinen                    | Finlandia         | 184,72      | 11 | 73,98 | 14 | 110,74 |
| 15                                | Loïcia Demougeot / Théo le Mercier             | Francja           | 181,59      | 15 | 72,62 | 15 | 108,89 |
| 16                                | Jennifer Janse van Rensburg / Benjamin Steffan | Niemcy            | 179,96      | 12 | 73,35 | 17 | 105,98 |
| 17                                | Phebe Bekker / James Hernandez                 | Wielka Brytania   | 178,35      | 17 | 70,98 | 16 | 107,37 |
| 18                                | Hannah Lim / Ye Quan                           | Korea Południowa  | 177,31      | 16 | 72,04 | 18 | 105,27 |
| 19                                | Holly Harris / Jason Chan                      | Australia         | 174,78      | 18 | 69,84 | 19 | 104,94 |
| 20                                | Alicia Fabbri / Paul Ayer                      | Kanada            | 170,88      | 19 | 68,95 | 20 | 101,93 |
| Nie awansowali do tańca dowolnego |                                                |                   |             |    |       |    |        |
| 21                                | Allison Reed / Saulius Ambrulevičius           | Litwa             | NQ          | 21 | 68,08 | NQ | NQ     |
| 22                                | Utana Yoshida / Masaya Morita                  | Japonia           | NQ          | 22 | 67,69 | NQ | NQ     |
| 23                                | Victoria Manni / Carlo Röthlisberger           | Włochy            | NQ          | 23 | 66,57 | NQ | NQ     |
| 24                                | Marija Ignatiewa / Danijil Szemko              | Węgry             | NQ          | 24 | 65,09 | NQ | NQ     |
| 25                                | Milla Ruud Reitan / Nikolaj Majorov            | Szwecja           | NQ          | 25 | 64,98 | NQ | NQ     |
| 26                                | Elizabeth Tkachenko / Alexei Kiliakov          | Izrael            | NQ          | 26 | 63,64 | NQ | NQ     |
| 27                                | Mária Sofia Pucherová / Nikita Lysak           | Słowacja          | NQ          | 27 | 62,32 | NQ | NQ     |
| 28                                | Carolane Soucisse / Shane Firus                | Irlandia          | NQ          | 28 | 58,68 | NQ | NQ     |
| 29                                | Zoe Larson / Andrii Kapran                     | Ukraina           | NQ          | 29 | 57,75 | NQ | NQ     |
| 30                                | Gina Zehnder / Beda Leon Sieber                | Szwajcaria        | NQ          | 30 | 57,07 | NQ | NQ     |
| 31                                | Ren Junfei / Xing Jianing                      | Chiny             | NQ          | 31 | 56,05 | NQ | NQ     |
| 32                                | Chelsea Verhaegh / Sherim van Geffen           | Holandia          | NQ          | 32 | 54,78 | NQ | NQ     |
| 33                                | Samantha Ritter / Daniel Brykalov              | Azerbejdżan       | NQ          | 33 | 52,30 | NQ | NQ     |
| 34                                | Sofia Dowhal / Wiktor Kulesza                  | Polska            | NQ          | 34 | 51,87 | NQ | NQ     |
| 35                                | Katarina DelCamp / Berk Akalin                 | Turcja            | NQ          | 35 | 50,24 | NQ | NQ     |
| 36                                | Angelina Kudryavtseva / Ilia Karankevich       | Cypr              | NQ          | 36 | 49,63 | NQ | NQ     |

## Medaliści

### Nota łączna
Medaliści mistrzostw po zsumowaniu punktów za oba programy/tańce w poszczególnych konkurencjach:
| Konkurencja   | Złoto                       | Srebro                                 | Brąz                       |
| Soliści       | Ilia Malinin                | Michaił Szajdorow                      | Yuma Kagiyama              |
| Solistki      | Alysa Liu                   | Kaori Sakamoto                         | Mone Chiba                 |
| Pary sportowe | Riku Miura / Ryuichi Kihara | Minerva Fabienne Hase / Nikita Wołodin | Sara Conti / Niccolò Macii |
| Pary taneczne | Madison Chock / Evan Bates  | Piper Gilles / Paul Poirier            | Lilah Fear / Lewis Gibson  |

### Program/taniec dowolny
Zdobywcy małych medali za drugi segment zawodów tj. program/taniec dowolny:	
| Konkurencja   | Złoto                                  | Srebro                      | Brąz                       |
| Soliści       | Ilia Malinin                           | Michaił Szajdorow           | Adam Siao Him Fa           |
| Solistki      | Alysa Liu                              | Kaori Sakamoto              | Mone Chiba                 |
| Pary sportowe | Minerva Fabienne Hase / Nikita Wołodin | Riku Miura / Ryuichi Kihara | Sara Conti / Niccolò Macii |
| Pary taneczne | Madison Chock / Evan Bates             | Piper Gilles / Paul Poirier | Olivia Smart / Tim Dieck   |

### Program krótki/taniec rytmiczny
Zdobywcy małych medali za pierwszy segment zawodów tj. program krótki lub taniec rytmiczny:	
| Konkurencja   | Złoto                       | Srebro                      | Brąz                                   |
| Soliści       | Ilia Malinin                | Yuma Kagiyama               | Michaił Szajdorow                      |
| Solistki      | Alysa Liu                   | Mone Chiba                  | Isabeau Levito                         |
| Pary sportowe | Riku Miura / Ryuichi Kihara | Sara Conti / Niccolò Macii  | Minerva Fabienne Hase / Nikita Wołodin |
| Pary taneczne | Madison Chock / Evan Bates  | Piper Gilles / Paul Poirier | Lilah Fear / Lewis Gibson              |